# Richard Keen
Richard Keen (Amersham, 3 september 1986) is een Brits autocoureur.

## Carrière
Keen begon zijn autosportcarrière in het karting in 1999. In 2001 nam hij deel aan zowel de Super 1 National JICA Championship als de Trofeo Andrea Margutti ICA Junior, waarin hij respectievelijk als elfde en 23e in het kampioenschap eindigde. In 2002 reed hij opnieuw in de Super 1 National JICA Championship, waarin hij tiende werd, en in 2003 werd hij derde in de ABkC Formula TKM.
In 2003 maakte Keen de overstap naar het formuleracing, toen hij debuteerde in de Zip Formula Great Britain. In 2004 nam hij deel aan een volledig seizoen van de Formule Ford 1600 BRDC, waarin hij tweede werd met vier overwinningen. Tevens nam hij dat jaar deel aan twee races van de Britse Formule Ford.
In 2005 stapte Keen over naar de Formule BMW UK, waarin hij voor het Team SWR Pioneer één keer op het podium stond in de vier races waar hij aan deelnam. Hierna stapte hij over naar de Formule Renault 2.0 UK, waarin hij voor het Team Firstair veertiende werd in de eindstand met 130 punten.
In 2006 bleef Keen rijden in de Formule Renault 2.0 UK voor Firstair, dat de naam inmiddels had veranderd naar Position 1 Racing. Hij eindigde opnieuw op de veertiende plaats in het kampioenschap, deze keer met 160 punten. Daarnaast nam hij dat jaar ook deel aan het raceweekend op Donington Park van de Formule Renault 3.5 Series voor het team EuroInternational. Oorspronkelijk schreef het team hem ook in voor de seizoensfinale op het Circuit de Catalunya, maar de coureur besloot om niet deel te nemen aan het evenement en hij werd vervangen door Nil Montserrat. Aan het eind van het seizoen nam hij deel aan de Formule Renault 2.0 UK Winter Series voor Fortec Motorsport waarin hij eenmaal op het podium stond en zesde werd in de eindstand.
In 2007 reed Keen in zes ronden van de Formule Renault 2.0 UK voor het team Apotex Scorpio Motorsport. Daarnaast nam hij deel aan de Formule Palmer Audi Autumn Trophy, een kampioenschap dat hij won met twee overwinningen op Brands Hatch en twee andere podiumplaatsen. In 2008 reed hij in het zevende raceweekend van de Formule Palmer Audi op Brands Hatch, waarin hij in de eerste race als derde eindigde alvorens de overige twee races te winnen. Hierna reed hij niet meer in grote internationale kampioenschappen.